# Peota
La peota era una barca veneziana di media grandezza sontuosamente decorata. Veniva usata anticamente a Venezia per le regate, addobbata con sfarzo e condotta da otto vogatori in costume. Il nome deriva forse da "pedota", ovvero "pilota".